# Intoxication aux huiles minérales
Une intoxication aux huiles minérales peut entraîner une  maladie professionnelle en France, sous certaines conditions.
Ce sujet relève du domaine de la législation sur la protection sociale et a un caractère davantage  juridique que médical. 

## Législation enFrance

### Régime général
| Fiche Maladie Professionnelle | Fiche Maladie Professionnelle | Fiche Maladie Professionnelle |
| Ce tableau définit les critères à prendre en compte pour qu'une affection provoquée par les huiles minérales soit prise en charge au titre de la maladie professionnelle | Ce tableau définit les critères à prendre en compte pour qu'une affection provoquée par les huiles minérales soit prise en charge au titre de la maladie professionnelle | Ce tableau définit les critères à prendre en compte pour qu'une affection provoquée par les huiles minérales soit prise en charge au titre de la maladie professionnelle |
| Régime Général. Date de création : 26 décembre 1957 | Régime Général. Date de création : 26 décembre 1957 | Régime Général. Date de création : 26 décembre 1957 |
| Tableau no 36 RG | Tableau no 36 RG | Tableau no 36 RG |
| Affections provoquées par les huiles et graisses d'origine minérale ou de synthèse | Affections provoquées par les huiles et graisses d'origine minérale ou de synthèse                                                                                       | Affections provoquées par les huiles et graisses d'origine minérale ou de synthèse |
| --- | --- | --- |
| Désignation des Maladies | Délai de prise en charge | Liste indicative des principaux travaux susceptibles de provoquer ces maladies |
| - A - Papulo-pustules et leurs complications furonculeuses (les lésions sont habituellement localisées à la face dorsale des mains et des bras et à la partie antérieure des cuisses et sont parfois étendues aux régions en contact direct avec les parties des vêtements de travail imprégnées d'huile ou de fluide). | - A - 7 jours | - A - Manipulation et emploi de ces huiles et graisses d'origine minérale ou de synthèse lors des travaux suivants : - Tournage, décolletage, fraisage, perçage, alésage,taraudage, filetage, sciage, rectification et, d'une façon générale, tous travaux d'usinage mécanique des métaux comportant l'emploi de ces produits ;                                              |
| Dermite irritative | 7 jours | - Tréfilage, forgeage, laminage, trempe à l'huile dans l'industrie métallurgique ; |
| Lésions eczématiformes récidivant en cas de nouvelle exposition au risque ou confirmées par un test épicutané. | 15 jours | - Travaux d'entretien, de réparation et de mise au point mécanique comportant l'emploi d'huiles de moteurs, d'huiles utilisées comme composants de fluides hydrauliques, de fluides hydrauliques et autres lubrifiants ; |
| Dermites eczématiformes, récidivant après nouvelle exposition au risque ou confirmées par un test cutané positif au produit manipulé. | 15 jours | - Travaux du bâtiment et des travaux publics comportant l'emploi des huiles de décoffrage du béton ; - Travaux comportant la pulvérisation d'huile minérale ; - Travaux comportant l'emploi d'huiles d'extension dans l'industrie du caoutchouc, d'huiles d'ensimage de fibres textiles ou de fibres minérales, d'huiles de démoulage et d'encres grasses dans l'imprimerie. |
| - B - Granulome cutané avec réaction gigantofolliculaire. | - B - 1 mois | - B - Travaux comportant la pulvérisation d'huiles minérales. |
| - C - Insuffisance respiratoire liée à un granulome pulmonaire confirmé médicalement ou à une pneumopathie dont la relation avec l'huile minérale ou la paraffine est confirmée par la présence au sein des macrophages alvéolaires de vacuoles intra-cytoplasmiques prenant les colorations usuelles des lipides;      | - C - 6 mois | - C - Travaux de paraffinage et travaux exposant à l'inhalation de brouillards d'huile minérale. |
| Date de mise à jour : 11 février 2003 | | |

Est également pris en charge au titre de maladie professionnelle l'épithélioma primitif de la peau décrit dans le tableau no 36 bis du Régime Général "Affections cancéreuses provoquées par les dérivés suivants du pétrole : huiles minérales peu ou non raffinées et huiles minérales régénérées utilisées dans les opérations d'usinage et de traitement des métaux, extraits aromatiques, résidus de craquage, huiles moteur usagées anssi que suies de combustion des produits pétroliers". 

### Régime agricole
| Fiche Maladie Professionnelle | Fiche Maladie Professionnelle | Fiche Maladie Professionnelle |
| Ce tableau définit les critères à prendre en compte pour qu'une affection provoquée par les huiles minérales soit prise en charge au titre de la maladie professionnelle | Ce tableau définit les critères à prendre en compte pour qu'une affection provoquée par les huiles minérales soit prise en charge au titre de la maladie professionnelle | Ce tableau définit les critères à prendre en compte pour qu'une affection provoquée par les huiles minérales soit prise en charge au titre de la maladie professionnelle |
| Régime Agricole. Date de création : 17 juin 1955 | Régime Agricole. Date de création : 17 juin 1955 | Régime Agricole. Date de création : 17 juin 1955 |
| Tableau no 25 RA | Tableau no 25 RA | Tableau no 25 RA |
| Affections provoquées par les huile et graisses d'origine minérale ou de synthèse | Affections provoquées par les huile et graisses d'origine minérale ou de synthèse                                                                                        | Affections provoquées par les huile et graisses d'origine minérale ou de synthèse |
| --- | --- | --- |
| Désignation des Maladies | Délai de prise en charge | Liste indicative des principaux travaux susceptibles de provoquer ces maladies |
| Papulo-pustules et leurs complications furonculeuses (les lésions sont habituellement localisées à la face dorsale des mains et des bras et à la partie antérieure des cuisses et sont parfois étendues aux régions en contact direct avec les parties des vêtements de travail imprégnées d'huile ou de fluide). | - A - 7 jours | Travaux comportant la manipulation ou l'emploi de lubrifiants et de fluides de refroidissement effectués par toute personne employée de façon habituelle à l'entretien de machines agricoles et par les préposés aux traitements phytosanitaires ; Travaux du bâtiment et des travaux publics comportant l'emploi des huiles de décoffrage du béton ; Travaux comportant la pulvérisation d'huile minérale. |
| Dermatoses d'irritation récidivant après une nouvelle exposition au risque. | 7 jours | . |
| Lésions eczématiformes (cf. tableau 44). | Cf. tableau 44 | . |
| Granulome cutané avec réaction gigantofolliculaire. | 1 mois | Travaux comportant la pulvérisation d'huile minérale. |
| Insuffisance respiratoire liée à un granulome pulmonaire confirmé médicalement ou à une pneumopathie dont la relation avec l'huile minérale ou la paraffine est confirmée par la présence au sein des macrophages alvéolaires de vacuoles intracytoplasmiques prenant les colorations usuelles des lipides.       | 6 mois | Travaux de paraffinage et travaux exposant à l'inhalation de brouillards d'huile minérale. |
| Date de mise à jour : 21 août 1993 | | |

### Toxicologie alimentaire
L’AFSSA dans un avis du 24 avril 2008 (complété le 2 mai, et le 7 mai 2008) rappelle que la dose journalière admissible, DJA (établie par le JECFA (Comité mixte FAO/OMS d'experts des additifs alimentaires) est de 20 mg/kg pc/j pour de l’huile minérale de forte viscosité.

## Sources générales
- (fr) Tableaux du régime Général sur le site de l’AIMT
- (fr) Guide des maladies professionnelles sur le site de l’INRS

## Autres liens
- (fr) « Maladies à caractère professionnel »(Archive.org • Wikiwix • Archive.is • Google • Que faire ?)